# Сіверська міська рада
Сіверська міська рада — орган місцевого самоврядування Сіверської міської громади Бахмутському районі Донецької області.

## Склад ради
Рада складається з 22 депутатів та голови.
- Голова ради: Черняєв Андрій Олександрович
- Секретар ради: Волошина Тетяна Вікторівна

### Керівний склад попередніх скликань
| ПІБ                           | Основні відомості                                                       | Дата обрання | Дата звільнення |
| ----------------------------- | ----------------------------------------------------------------------- | ------------ | --------------- |
| Лисенко Олександр Арсетійович | Міський голова, 1948 року народження, безпартійний                      | 26.03.2006   | 01.01.2010      |
| Гура Олександр Миколайович    | Міський голова, 1964 року народження, освіта вища, член Партії регіонів | 20.06.2010   | 31.10.2010      |
| Гура Олександр Миколайович    | Міський голова, 1964 року народження, освіта вища, член Партії регіонів | 31.10.2010   |                 |
| Масюженко Василь Анатолійович | Міський голова, 1964 року народження, освіта вища                       | 01.06.2017   | 05.11.2020      |
| Черняєв Андрій Олександрович  | Міський голова, 1977 року народження, освіта вища                       | 05.11.2020   |                 |

Примітка: таблиця складена за даними джерела